# فرانسیسکا گال
فرانسیسکا گال (مجاری: Franciska Gaal؛ ۱ فوریه ۱۹۰۴ – ۲ ژانویه ۱۹۷۳) هنرمند کاباره و هنرپیشه اهل کشور مجارستان بود. وی پس از کسب شهرت به خاطر بازی در فیلم‌های مجارستانی، آلمانی و اتریشی، به فعالیت در سینمای هالیوود پرداخت.
از فیلم‌هایی که وی در آن نقش داشته است می‌توان به بوکانیر اشاره کرد.